# Joseph R. Knowland

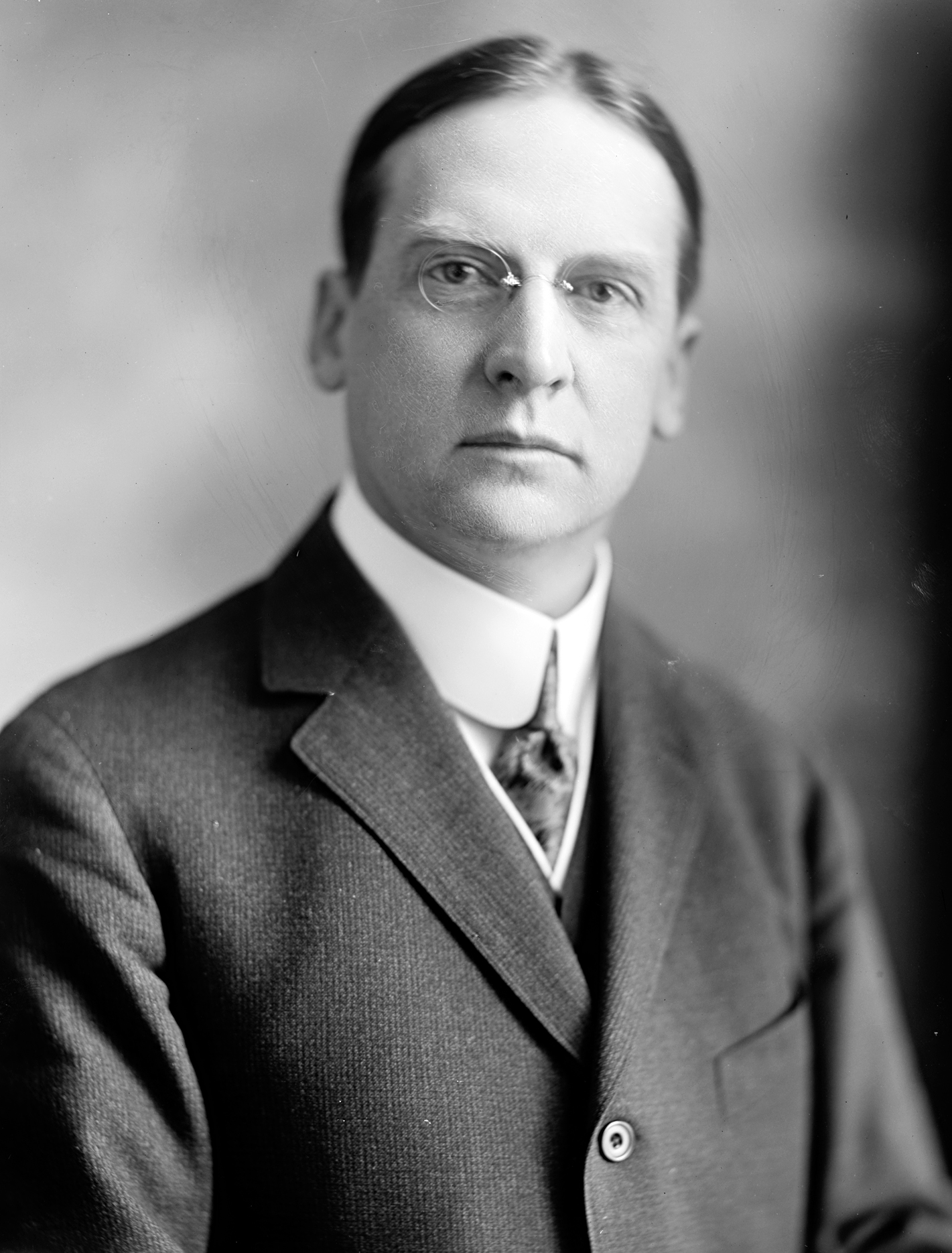
Joseph R. Knowland

Joseph Russell Knowland (* 5. August 1873 in Alameda, Kalifornien; † 1. Februar 1966 in Piedmont, Kalifornien) war ein US-amerikanischer Politiker. Zwischen 1904 und 1915 vertrat er den Bundesstaat Kalifornien im US-Repräsentantenhaus.

## Werdegang
Joseph Knowland besuchte sowohl öffentliche als auch private Schulen und studierte danach am College of the Pacific in Stockton. In den folgenden Jahren arbeitete er in den Betrieben seines Vaters im Holzhandel. Außerdem wurde er einer der Direktoren der American Trust Co. Gleichzeitig begann er als Mitglied der Republikanischen Partei eine politische Laufbahn. Zwischen 1898 und 1902 war er Abgeordneter in der California State Assembly; von 1902 bis 1904 gehörte er dem Staatssenat an.
Nach dem Rücktritt des ins Kabinett Roosevelt berufenen Abgeordneten Victor H. Metcalf wurde Knowland bei der fälligen Nachwahl für den dritten Sitz von Kalifornien als dessen Nachfolger in das US-Repräsentantenhaus in Washington, D.C. gewählt, wo er am 8. November 1904 sein neues Mandat antrat. Nach vier Wiederwahlen konnte er bis zum 3. März 1915 im Kongress verbleiben. Seit 1913 vertrat er dort als Nachfolger von James C. Needham den sechsten Wahlbezirk seines Staates. Im Jahr 1913 wurden der 16. und der 17. Verfassungszusatz ratifiziert.
1914 kandidierte Joseph Knowland für den US-Senat, verlor aber gegen James D. Phelan. Danach stieg er auch in das Zeitungsgeschäft ein. Seit 1915 leitete er die Oakland Tribune. Zwischen 1936 und 1960 war er Vorsitzender der California State Park Commission, die sich mit der Verwaltung der staatlichen Naturparks von Kalifornien befasste. Im Jahr 1950 stand er der Kommission zur 100-Jahr-Feier des Beitritts seines Heimatstaates zu den Vereinigten Staaten vor. Knowland verbrachte seinen Lebensabend in Piedmont, wo er am 1. Februar 1966 verstarb. Er wurde in Oakland beigesetzt. Sein Sohn William (1908–1974) gehörte von 1945 bis 1959 dem US-Senat an.